# Гандзюра, Пётр Поликарпович
Пётр Поликарпович Гандзюра (27 декабря 1924 — 10 февраля 2011) — советский и украинский писатель, член Национального союза писателей Украины (1963).

## Биография
Участник Великой Отечественной войны, получил боевые награды.
В 1955 году окончил факультет журналистики Киевского университета. В 1952—1954 годах работал литературным консультантом и ответственным секретарём журнала «Днепр».
В 1954—1961 годах был заведующим отдела науки и культуры, ответственным секретарём и членом редколлегии журнала «Смена».
В 1966—1969 годах был редактором газеты «Друг читателя», в 1970—1980 годах работал в издательстве «Советский писатель».
Печатается с 1948 года. Как прозаик заявил о себе, издав роман «Навстречу буре» (кн. 1, 1958; 1973). В последующие годы вышли в свет: романы «Разгневанная земля» (кн. 2, 1960), «Унылая осень» (кн. 3, 1962), «Багровые ночи» (кн. 4, 1964), «Партизанский курьер» (1972), «Поле не спит» (1978), «Маленькая Мари» (1986); очерк «Законодатели поля» (1963; все — Киев). Ведущая тема произведений Гандзюры — отвага и несокрушимость защитников родной земли в годы Великой Отечественной войны.